# Jan Šimák
Pour les articles homonymes, voir Simak.
Jan Šimák est un footballeur international tchèque né le 13 octobre 1978 à Tábor.

## Carrière
Il porte le club de Basse-Saxe jusqu'au plus haut niveau, la Bundesliga, lors de la saison 2001-2002, grâce à ses 18 buts.
Après l'interlude décevant d'un an au Bayer Leverkusen, il revient à Hanovre. 
Fragilisé psychologiquement par le professionnalisme, il songe même à arrêter sa carrière.
Il retrouve un peu de confiance pendant la saison 2004-2005, et surtout la stabilité sur le plan sportif, jouant même la Ligue des champions.
Il est transféré en juillet 2008 au VfB Stuttgart. Šimák s'engage pour un an et demi avec le 1. FSV Mayence 05 le 19 janvier 2010 pour cent mille euros.
En fin de contrat en 2011, il n'est pas conservé et se retrouve sans club.

## Palmarès
- Chmel Blšany
  - Vainqueur de la Druha Liga : 1998
- Hanovre 96
  - Vainqueur de la 2. Liga : 2002
- Sparta Prague
  - Vainqueur du Championnat de Tchéquie : 2005 et 2007
  - Vainqueur de la Coupe de Tchéquie : 2006 et 2007